# Olof le Suédois
Olof le Suédois  est un roi des Danois de la fin du IXe siècle ou du début du Xe siècle. 
Selon Adam de Brême qui rapporte les propos du roi Sven II de Danemark, après la mort d'un roi nommé Helge, Olof « qui venait de Suède » conquiert le royaume de Danemark par les armes. Il aurait eu de nombreux fils dont Gyrd et Gnupa qui lui succèdent après sa mort.